# Lido Vieri
Lido Vieri (Piombino, 1939. július 16. –) Európa-bajnok és világbajnoki ezüstérmes olasz labdarúgó, kapus, edző.

## Pályafutása

### Klubcsapatban
1954-ben a Torino csapatában kezdte a labdarúgást, ahol 1957-ben került az első csapathoz és rögtön kölcsönadták egy idényre a Vigevano együtteséhez, majd visszatért Torinóba. 1968-ban tagja volt az olasz kupa-győztes csapatnak. 1969 és 1976 között az Internazionale labdarúgója volt és az 1970–71-es idényben bajnokságot nyert az együttessel. 1976 és 1980 között a Pistoiese csapatában szerepelt és itt vonult vissza az aktív labdarúgástól 1980-ban.

### A válogatottban
1963 és 1968 között négy alkalommal szerepelt az olasz válogatottban. 1968-ban Európa-bajnok lett a válogatottal. Tagja volt az 1970-es mexikói világbajnokságon ezüstérmet szerzett együttesnek, de pályára egyik tornán sem lépett.

### Edzőként
1980 és 1989 között a Pistoiese, a Siracusa, a Massese, a Juve Stabbia és a Carrarese csapatainál dolgozott vezetőedzőként. 1996-ban és 1997-ben egy-egy alkalommal, átmeneti időre vállalta egykori klubja, a Torino szakmai irányítását.

## Sikerei, díjai
Olaszország
- Világbajnokság
  - ezüstérmes: 1970, Mexikó
- Európa-bajnokság
  - aranyérmes: 1968, Olaszország

 Torino
- Olasz kupa (Coppa Italia)
  - győztes: 1968

 Internazionale
- Olasz bajnokság (Serie A)
  - bajnok: 1970–71